# Сагиттальный гребень

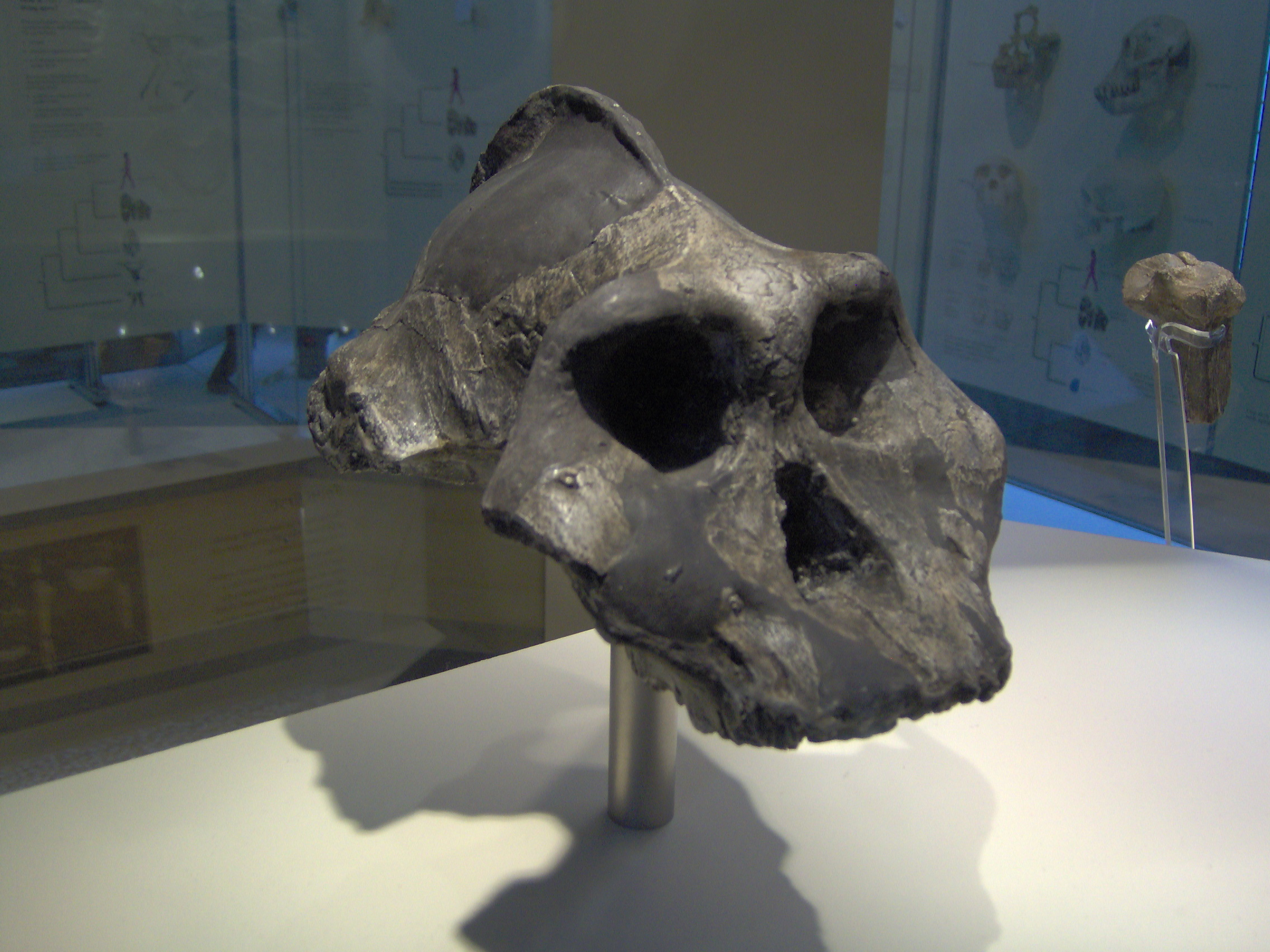
Череп KNM WT 17000 (Paranthropus aethiopicus)

Сагитта́льный гре́бень (лат. crista sagittalis) — костное образование в виде гребня, расположенное у многих пресмыкающихся и млекопитающих в верхней части черепа в его диаметральной плоскости.
Гребень используется для прикрепления мощных челюстных мышц, в первую очередь височной мышцы. Обычно образуется в раннем детстве по мере роста височных мышц.
Сагиттальный гребень характерен для травоядных животных, питающихся грубой растительной пищей, а также хищников, использующих зубы в качестве оружия. Гребень характерен для некоторых динозавров, включая тираннозавра и для многих ныне живущих животных — псовых, кошачьих, тапиров, приматов.
Высокий сагиттальный гребень имели раннекайнозойские мезонихии. Сагиттальный гребень наблюдался также у некоторых вымерших родственников человека — например, парантропов (Paranthropus). Среди современных приматов он характерен для самцов гориллы и орангутана, иногда имеется у самцов шимпанзе.
Самый большой сагиттальный гребень среди ближайших родственников человека обнаружен на черепе KNM WT 17000, принадлежавшем Paranthropus aethiopicus, наиболее древнем из ныне обнаруженных черепов австралопитековых. Наблюдается он и у других видов парантропов, например Paranthropus boisei и Paranthropus robustus.